# Комсомольский проспект (Новосибирск)
Комсомо́льский проспект (ранее назывался Обским проспектом) — улица в Железнодорожном районе Новосибирска. Начинается от улицы Фёдора Ивачёва, далее (в северо-восточном направлении) пересекает улицы Дмитрия Шамшурина и Ленина, после чего заканчивается, примыкая к улице Салтыкова-Щедрина. Нумерация домов увеличивается в сторону улицы Салтыкова-Щедрина. По центру вдоль всего проспекта тянется аллея, прерываемая только дорожными перекрёстками и проезжей частью самого проспекта (на участке между улицами Ленина и Салтыкова-Щедрина).

## История
В начале XX века на проспекте был заложен бульвар.

## Памятники
В аллее проспекта установлен Монумент Воинам-Сибирякам в честь Великой победы.

## Организации
- Региональный институт повышения квалификации
- Новосибирская специальная музыкальная школа-колледж
- Концертный зал
- РЖД, ОАО, дирекция по эксплуатации и ремонту путевых машин
- Status, бизнес-центр